# Собор Святого Себастьяна (Ріо-де-Жанейро)
Собор Святого Себастьяна (порт. Catedral Metropolitana de São Sebastião) — кафедральний собор в Ріо-де-Жанейро, Бразилія.
Будівля була побудована в стилі модернізму за проектом архітектора Едгара Фонсекі в 1964-1979. Собор присвячений Святому Себастьяну, покровителю міста і є кафедрою архієпархії Сан-Себастьян-до-Ріо-де-Жанейро. До цього з середини XVIII століття собором була церква Кармільської Богоматері, сьогодні – сокафедра.
Собор розташований у центрі міста. Будівля має конічну форму з внутрішнім діаметром 96 м і зовнішнім 106 м. Висота - 75 м. Усередині може бути до 20 000 осіб. Довжина прямокутних вітражів сягає 64 м-коду.